# 勇気と勇敢さに対する栄誉賞
勇気と勇敢さに対する栄誉賞（ゆうきとゆうかんさにたいするえいよしょう、ウクライナ語: Почесна відзнака «За мужність та відвагу»、英語: Honorary Award "For Courage and Bravery"）は、ウクライナの主権および独立、領土防衛のための軍事行動で、顕著な戦果や勇気、勇敢さ、英雄的行動を行った部隊、隊員を称えるためにウクライナ大統領が創設した賞。ウクライナ軍およびウクライナ国家親衛隊のほか、ウクライナ国家国境庁、ウクライナ保安庁、ウクライナ国家特殊通信庁、ウクライナ国家特別輸送局の部隊および隊員が対象とされる。

## 概要
2015年8月24日に首都キーウのフレシチャーティクで開催されたウクライナ独立24周年記念式典の席上で、ペトロ・ポロシェンコ大統領がドンバス戦争で戦功を上げた14部隊に対して、勇気と勇敢さの戦闘旗が贈られたが、ウクライナ国家勲章に関する法律ではウクライナ国民および外国人、無国籍者のみ授与を規定していたため、当時のウクライナ大統領令によって創設されたものではなかった。
ロシアによるウクライナ侵攻中の2022年5月5日、ウォロディミル・ゼレンスキー大統領は勇気と勇敢さに対する栄誉賞制定の法令を公布、6月28日には修正を加えた大統領令が出された。
本賞による初表彰は、2022年5月6日にウクライナ陸軍の7部隊に対して行われた。なお、2023年5月26日のウクライナ国防省令第320号により、受賞部隊の隊員が式典の際に着用する本賞の記章が承認されている。